# Friedrich Adolf Strauß

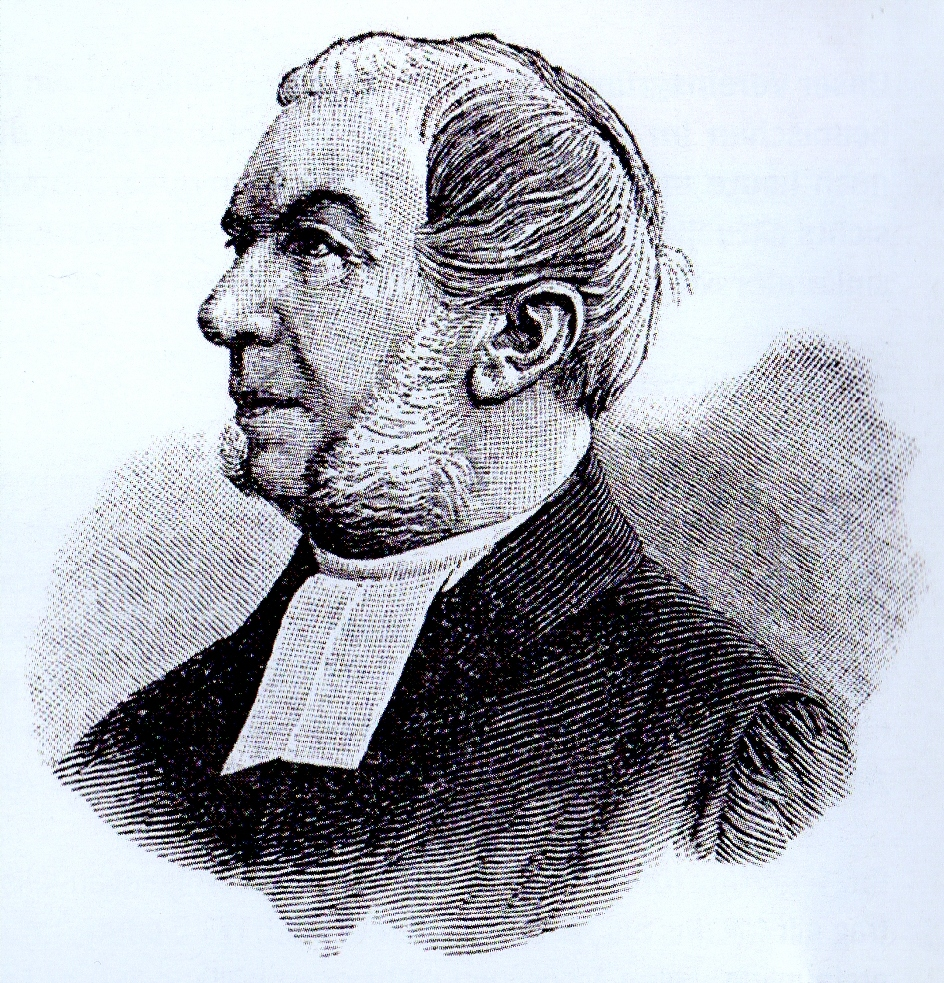
Friedrich Adolph Strauß

Friedrich Adolf Strauß (* 1. Juni 1817 in Elberfeld (heute Stadtteil von Wuppertal); † 16. April 1888 in Potsdam) war ein deutscher evangelischer Theologe, Pfarrer aus der Erweckungsbewegung und Gründer des Jerusalemsvereins.

## Leben
Strauß war der Sohn des Erweckungs- und späteren Hofpredigers Gerhard Friedrich Abraham Strauß (1786–1863). Nach einem Studium in Berlin wurde er im Berliner Dom zum Hilfsprediger ordiniert.
Er besuchte von Herbst 1844 bis Frühjahr 1846 den vorderen Orient und besonders Palästina und berichtete anschließend in seinem 1847 erschienenen Buch Sinai und Golgatha davon. Das Buch war in seiner Zeit eines der populärsten Palästinareisebücher und wurde allein bis 1882 elfmal aufgelegt. Er wurde dann erst Divisionspfarrer und anschließend Garnisonsprediger der 2. Gardedivision. Neben seiner Arbeit als Militärseelsorger wurde er Privatdozent an der Berliner Friedrich-Wilhelms-Universität. Ab 1859 war er dort außerordentlicher Professor. Seit 1870 wirkte er als Hofprediger in Potsdam. 1872 wurde er Superintendent. Er gehörte 1852 zum Gründungskomitee des Jerusalemsvereins, dessen Leiter er bis zu seinem Tode am 16. April 1888 in Potsdam war.

## Werk
- Friedrich Adolf Strauß: Sinai und Golgatha. Reise in das Morgenland. Berlin 1847
- Friedrich Adolf Strauß; Otto Strauß: Die Länder und Stätten der Heiligen Schrift: In ausgewählten Bildern mit erläuterndem Texte; mit hundert Bildern und Karten. Cotta, 1861

Sinai und Golgatha
Sein Hauptwerk Sinai und Golgatha. Reise in das Morgenland. (1847) ist ein Reisebericht von Griechenland über Syrien und den Libanon, Palästina mit Höhepunkt Jerusalem bis Ägypten und den oberen Nil sowie auf dem Rückweg nach Konstantinopel und Rom im zeitgeprägten ausdrucksvollen romantischen Stil mit Landschaftsschilderungen, Naturbeobachtungen und Bemerkungen über Sitten und Gebräuche. Religiöse Beobachtungen dienten vor allem dazu, den Orten biblischer Geschichte nachzugehen und waren bemüht, vorschnelle und einseitige Urteile zu vermeiden.